# Francis Drake (1er baronnet)
Francis Drake, 1er baronnet (1588 - 11 mars 1637) est un homme politique anglais qui siège à la Chambre des communes dans deux parlements entre 1625 et 1629. 

## Biographie
Il est le fils de Thomas Drake de l'Abbaye de Buckland, dans le Devon, et de son épouse Elizabeth Gregory, veuve de John Elford. Son père est le frère de Francis Drake et l’accompagne dans ses aventures en mer. 
Il est baptisé à Buckland Monachorum le 16 septembre 1588. Il s'inscrit à Exeter College, Oxford le 23 novembre 1604, à l'âge de 15 ans, et est à Lincoln's Inn en 1606 . En 1622, le roi Jacques cherche à récupérer l'argent qui lui a été refusé par le Parlement en sollicitant des contributions volontaires de la gentry du comté. À la suite de cela, Drake est créé baronnet le 2 août 1622. 
En 1624, il est élu député de Plympton Erle. Il est élu député de Devon en 1628 et siège jusqu'en 1629, date à laquelle le roi Charles décide de gouverner sans parlement pendant onze ans. Il est haut-shérif de Devon en 1633. 
Il épouse Jane Bampfield, décédée en 1613, et ensuite Joan Stroud, fille de William Stroud of Newnham. Son fils Francis lui succède comme baronnet. 